# Dragon's Breath
Dragon's Breath est le deuxième piment le plus fort du monde.

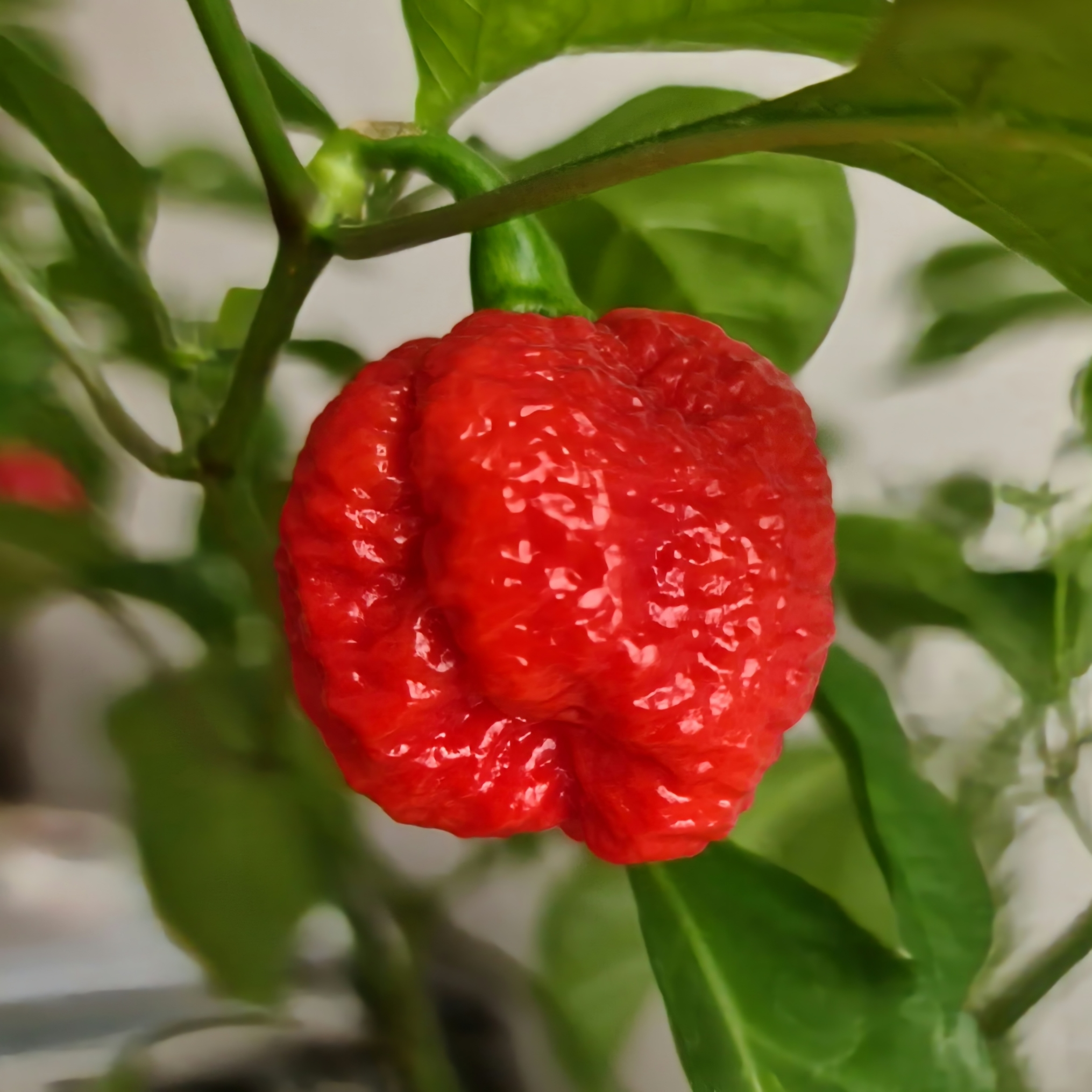
Piment Dragon's Breath

Le Dragon's Breath avait déjà dépassé le Carolina Reaper (1 569 300-2 200 000) en 2017 avec 2 480 000 unités Scoville environ, il dépasse le Carolina Reaper d'à peu près 280 000 unités Scoville.
Il est 4,3 fois plus puissant que le plus fort des habaneros et 62 fois plus puissant que le piment de Cayenne.
Son nom signifie « Souffle du dragon » et il a été créé par des chercheurs de l’université de Nottingham Trent au Royaume-Uni mais aujourd’hui propriété d'un horticulteur du Pays de Galles, Mike Smith, et de ses entreprises Tom Smith Plants.
Il est envisagé d'utiliser l'huile de Dragon's Breath comme anesthésiant, pour des patients ne supportant pas l'anesthésie classique.